# Смит-Дэвис, Некода
Некода Смит-Дэвис (англ. Nekoda Smythe-Davis; род. 22 апреля 1993 Лондон, Великобритания) — британская дзюдоистка, серебряный призёр чемпионата мира 2018 года в весовой категории до 57 кг. Победитель игр содружества 2014 года.

## Биография
В 2014 году она завоевала золотую медаль на Играх Содружества в Глазго в категории до 57 кг. В 2016 году она заняла второе место в Бакинском большом шлеме. 
Во втором раунде на Олимпиаде в Рио-де-Жанейро она уступила французской дзюдоистке Отон Павья.
На чемпионате мира 2017 году в Будапеште, она завоевала бронзовую медаль в весовой категории до 57 кг. 
На чемпионате мира 2018 году в Баку, она завоевала серебряную медаль в весовой категории до 57 кг. 